# Bézoutova matrika
Bézoutova matrika (tudi bezutian) (oznaka {\displaystyle B_{n}\!\,} za matriko reda {\displaystyle n\!\,}) je posebna kvadratna matrika, ki je povezana z dvema polinomoma.  
Matrika se imenuje po francoskem matematiku Étiennu Bézoutu (1730–1783).

## Definicija
Naj bosta {\displaystyle f(z)\!\,} in {\displaystyle g(z)\!\,} dva kompleksna polinoma z največ {\displaystyle n\!\,} keoficienti, od katerih so nekateri lahko enaki 0. To se lahko zapiše kot;
{\displaystyle f(z)=\sum _{i=0}^{n}u_{i}z^{i},\quad \quad g(z)=\sum _{i=0}^{n}v_{i}z^{i}\!\,.}
Bézoutova matrika reda {\displaystyle n\!\,} za polinoma {\displaystyle f\!\,} in {\displaystyle g\!\,} je enaka:
{\displaystyle B_{n}(f,g)=\left(b_{ij}\right)_{i,j=1,\dots ,n}\!\,,}
kjer se posamezni koeficienti dobijo iz:
{\displaystyle {\frac {f(x)g(y)-f(y)g(x)}{x-y}}=\sum _{i,j=1}^{n}b_{ij}\,x^{i-1}\,y^{j-1}\!\,.}
Uporablja se prostor {\displaystyle \mathbb {C} ^{n\times n}\!\,} in če se za vsak {\displaystyle i,j=1,\dots ,n\!\,} označi z {\displaystyle m_{ij}=min{i,n+1-f}\!\,}, potem je:
{\displaystyle b_{ij}=\sum _{k=1}^{m_{ij}}u_{j+k-1}v_{i-k}-u_{i-k}v_{j+k-1}\!\,.}

## Zgledi
- za {\displaystyle n=3\!\,} je za poljubna polinoma {\displaystyle f\!\,} in {\displaystyle g\!\,} stopnje 3:

{\displaystyle B_{3}(f,g)=\left[{\begin{matrix}u_{1}v_{0}-u_{0}v_{1}&u_{2}v_{0}-u_{0}v_{2}&u_{3}v_{0}-u_{0}v_{3}\\u_{2}v_{0}-u_{0}v_{2}&u_{2}v_{1}-u_{1}v_{2}+u_{3}v_{0}-u_{0}v_{3}&u_{3}v_{1}-u_{1}v_{3}\\u_{3}v_{0}-u_{0}v_{3}&u_{3}v_{1}-u_{1}v_{3}&u_{3}v_{2}-u_{2}v_{3}\end{matrix}}\right]\!\,}
- naj bosta {\displaystyle f(x)=3x^{3}-x\!\,} in {\displaystyle g(x)=5x^{2}+1\!\,} dva polinoma. Potem je:

{\displaystyle B_{4}(f,g)=\left[{\begin{matrix}-1&0&3&0\\0&8&0&0\\3&0&15&0\\0&0&0&0\end{matrix}}\right]\!\,.}

## Značilnosti
- {\displaystyle B_{n}(f,g)\!\,} je simetrična matrika
- {\displaystyle B_{n}(f,g)=-B_{n}(g,f)\!\,}
- {\displaystyle B_{n}(f,f)=0\!\,}
- {\displaystyle B_{n}(f,g)\!\,} je bilinearna v {\displaystyle (f,g)\!\,}
- {\displaystyle B_{n}(f,g)\!\,} je v {\displaystyle \mathbb {R} ^{n\times n}\!\,} če imata {\displaystyle f\!\,} in {\displaystyle g\!\,} realne koeficiente
- {\displaystyle B_{n}(f,g)\!\,} je nesingularna z {\displaystyle n=\operatorname {max} (\operatorname {deg} (f),\operatorname {deg} (g))\!\,} če in samo če {\displaystyle f\!\,} in {\displaystyle g\!\,} nimata skupnih rešitev
- {\displaystyle B_{n}(f,g)\!\,} z {\displaystyle n=\operatorname {max} (\operatorname {deg} (f),\operatorname {deg} (g))\!\,} ima determinanto, ki je rezultanta polinomov {\displaystyle f\!\,} in {\displaystyle g\!\,}.

## Uporaba
Bézoutova matrika se uporablja v teoriji upravljanja (teorija kontroliranja).
Uporabljajo se tudi za testiranje stabilnosti polinomoma.